# Чиси
Остров Чиси (ньянджа Chisi) — остров на озере Чилва в Малави, является вторым по величине островом озера. Население приблизительно ≈1500 человек.

## География
Остров расположен недалеко от западного берега озера и является продолжением небольшой гряды холмов. На востоке Чиси граничит с открытой водой озера Чилва, на западе окружён плоскими болотами. Из-за изменения уровня воды в озере и небольшой глубины окружающих вод, размер острова меняется (в среднем 12—21 км²). Когда уровень воды низкий, до острова Чиси можно добраться пешком с материка.

## Население
На острове проживает около 1500 человек (1591 по переписи 1998 года), некоторые жители не живут постоянно на Чиси. Около трети населения работает в сельском хозяйстве, две трети — в других сферах, в основном рыбаками. Большинство людей принадлежит к этнической группе ньянджа.

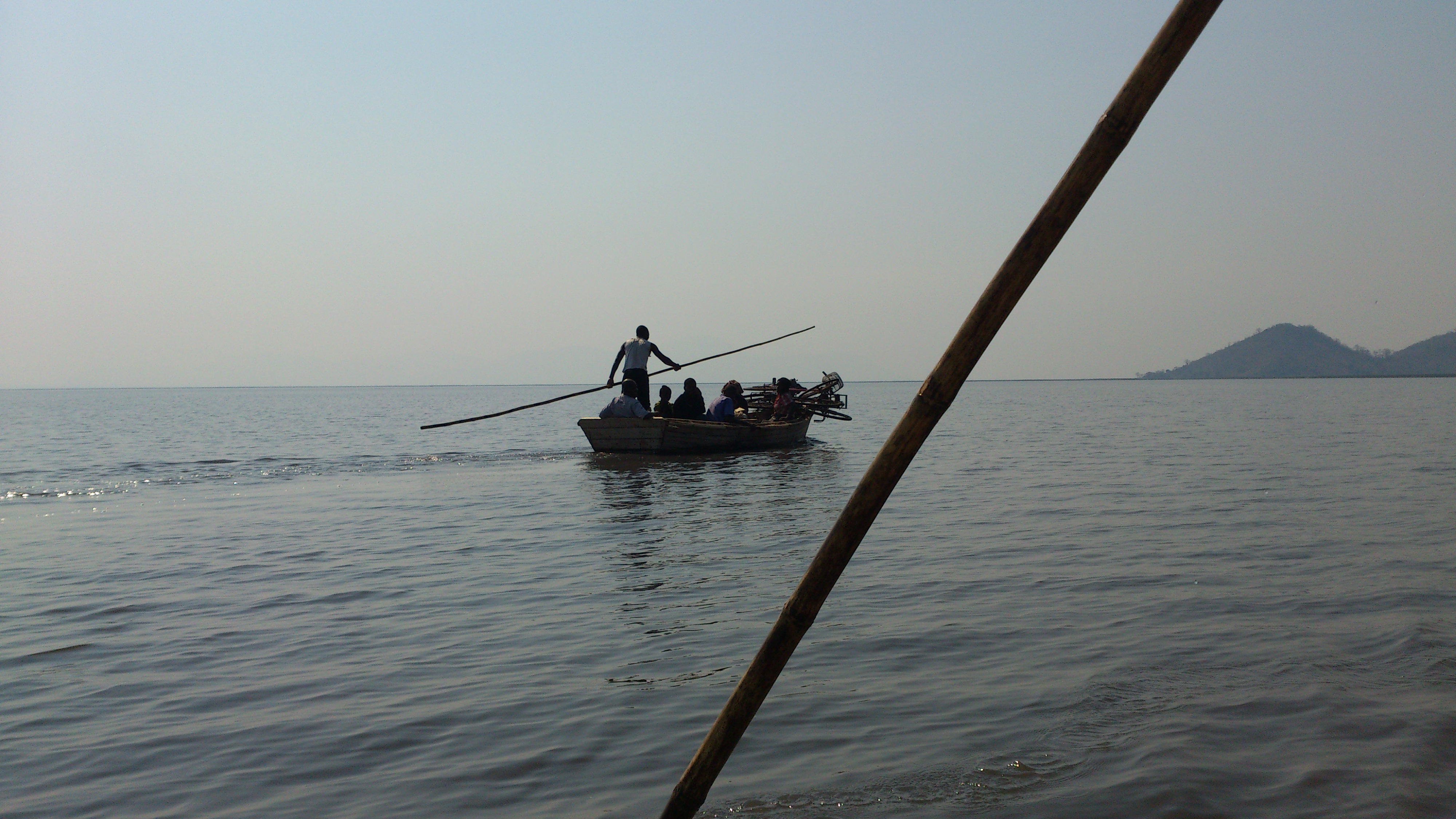
Лодка на озере Чилва